# Humboldt (Illinois)
Humboldt é uma vila localizada no estado americano de Illinois, no Condado de Coles.

## Demografia
Segundo o censo americano de 2000, a sua população era de 481 habitantes.
Em 2006, foi estimada uma população de 472, um decréscimo de 9 (-1.9%).

## Geografia
De acordo com o United States Census Bureau tem uma área de 1,5 km², dos quais 1,5 km² cobertos por terra e 0,0 km² cobertos por água.

## Localidades na vizinhança
O diagrama seguinte representa as localidades num raio de 20 km ao redor de Humboldt.